# März 1988
Portal Geschichte | Portal Biografien | Aktuelle Ereignisse | Jahreskalender | Tagesartikel

◄ |
19. Jahrhundert |
20. Jahrhundert
| 21. Jahrhundert

◄ |
1950er |
1960er |
1970er |
1980er
| 1990er | 2000er | 2010er | ►

◄ |
1984 |
1985 |
1986 |
1987 |
1988
| 1989 | 1990 | 1991 | 1992 | ►

◄ |
Dezember 1987 |
Januar 1988 |
Februar 1988 |
März 1988 |
April 1988 |
Mai 1988 |
Juni 1988 |
►
Dieser Artikel behandelt aktuelle Nachrichten und Ereignisse im März 1988.

## Tagesgeschehen

### Dienstag, 1. März 1988
- Dortmund/Deutschland: Aktuell sind sechs Internet-Domains mit der länderspezifischen Top-Level-Domain (TLD) „.de“ registriert. Sie lauten: dbp.de, rmi.de, telenet.de, uka.de, uni-dortmund.de und uni-paderborn.de. Die Verwaltung der TLD „.de“ soll nun vom Computernetzwerk CSNET in den Vereinigten Staaten an den deutschen Standort des Internet-Provider-Projekts EUnet an der Universität Dortmund übergehen.[1]

### Mittwoch, 2. März 1988
- New York/Vereinigte Staaten: Bei den 30. Grammy Awards wird u. a. die irische Band U2 für das Album The Joshua Tree ausgezeichnet.[2]

### Dienstag, 8. März 1988
- Hamburg/Deutschland: Der Senat der Stadt beschließt die Privatisierung des im Freihafen gelegenen Bodenspeicher-Ensembles Speicherstadt, in der rund 500 Firmen ansässig sind. Der Verkauf der Immobilien soll rund 600 Millionen D-Mark erlösen.[3]

### Donnerstag, 10. März 1988
- Rom/Italien: Auf der Internationalen Konferenz über die Bekämpfung widerrechtlicher Handlungen gegen die Sicherheit der Seeschifffahrt stellen die Unterzeichnerstaaten in einem Übereinkommen diverse Vorkommnisse auf Schiffen unter Strafe, u. a. die Übernahme der Kontrolle über ein Schiff durch Unbefugte oder die Zerstörung eines Schiffs auf Fahrt.[4]

### Samstag, 12. März 1988
- Kathmandu/Nepal: Mindestens 70 Besucher des Fußballspiels zwischen Nepal und Bangladesch sterben im Dasarath-Rangasala-Stadion, als nach einsetzendem Hagel eine Panik ausbricht.[5]

### Sonntag, 13. März 1988
- Casablanca/Marokko: Gastgeber Marokko spielt im Eröffnungsspiel der 16. Fußball-Afrikameisterschaft unentschieden gegen Zaire.[6]

### Montag, 14. März 1988
- Leipzig/Deutschland: Rund 300 Personen, die einen Antrag zur ständigen Ausreise aus der DDR gestellt haben, beziehungsweise Mitglieder der so genannten „Basisgruppen für Menschenrechte“ versammeln sich am Abend zu einer Demonstration. Eine so gut besuchte nicht-angemeldete Kundgebung fand in der DDR seit Jahrzehnten nicht mehr statt.[7]

### Mittwoch, 16. März 1988
- Halabdscha/Irak: Die Luftwaffe der Irakischen Streitkräfte fliegt Angriffe auf die hauptsächlich von Kurden bewohnte Stadt Halabdscha, welche gestern von Einheiten der für das Selbstbestimmungsrecht der Kurden kämpfenden Patriotischen Union Kurdistans eingenommen wurde. Wie in den vergangenen Jahren vielfach geschehen, setzt das irakische Militär bei den Luftangriffen chemische Waffen ein. Etwa 3.000 Menschen in der Stadt sterben und weitere circa 10.000 werden verletzt.[8]

### Donnerstag, 17. März 1988
- Leninsk/Sowjetunion: Die Trägerrakete Wostok 8A92M der Weltraumtruppen der Roten Armee führt den ersten kommerziellen Start in der Geschichte der sowjetischen Raumfahrt aus, als sie im Auftrag der indischen Weltraumbehörde ISRO den Satelliten IRS 1A ins Weltall befördert.[9]
- Norte de Santander/Kolumbien: In der Nähe der Großstadt Cúcuta berührt eine Boeing 727 der Fluggesellschaft Avianca kurz nach dem Start den Berg El Espartillo und stürzt ab. Bei dem Unglück kommen alle 143 Insassen des Flugzeugs ums Leben.[10]

### Freitag, 18. März 1988
- Pazifik: Eine totale Sonnenfinsternis tritt über Südostasien sowie dem westlichen Pazifik auf, der Kernschatten des Mondes trifft u. a. die indonesische Insel Sumatra, den indonesischen Teil der Insel Borneo und die Philippinen. Der Punkt auf der Erdoberfläche, der am längsten im Kernschatten liegt, befindet sich auf dem Wasser des Pazifiks.[11]

### Sonntag, 20. März 1988
- Afabet/Äthiopien: Die nationalen Streitkräfte müssen im Eritreischen Unabhängigkeitskrieg nach einer intensiven dreitägigen Schlacht mit mehr als 10.000 Todesopfern die Stadt Afabet räumen. Die Führung der siegreichen Eritreischen Volksbefreiungsfront wertet das Ereignis als Wendepunkt im Kampf um einen souveränen Staat.[12]
- Stuttgart/Deutschland: Bei der Landtagswahl in Baden-Württemberg verliert die CDU von Ministerpräsident Lothar Späth die absolute Mehrheit der Wählerstimmen, holt mit 66 von 125 aber wieder die absolute Mehrheit der Mandate.[13]

### Freitag, 25. März 1988
- Bratislava/Tschechoslowakei: In der Slowakischen Sozialistischen Republik findet erstmals seit etwa 20 Jahren eine öffentliche friedliche Massenkundgebung gegen die Politik der regierenden Kommunistischen Partei der ČSSR statt. Der Anlass ist eine Petition zur Religionsfreiheit. Die Aktion wird staatlicherseits gewaltsam beendet.[14][15]

### Sonntag, 27. März 1988
- Casablanca/Marokko: Zum dritten Mal binnen vier Jahren steht Kamerun in einem Finale der Fußball-Afrikameisterschaft. Das Endspiel der 16. Auflage gewinnen die „unbezähmbaren Löwen“ 1:0 gegen Nigeria, es ist nach dem Titel 1984 der zweite Turniergewinn der Westafrikaner.[16]
- Saalbach-Hinterglemm/Österreich: In der Gesamtwertung der Herren-Wettbewerbe des Alpinen Skiweltcups 1987/88 belegt Vorjahressieger Pirmin Zurbriggen nach dem letzten Rennen Platz 1. Bei den Damen gewinnt seine Landsfrau Michela Figini aus der Schweiz den Gesamt-Weltcup.[17][18]